# Wassermühle Hainmühlen
Die Wassermühle Hainmühlen liegt an der L 128 in der niedersächsischen Gemeinde Geestland im Ortsteil Ringstedt-Hainmühlen im Landkreis Cuxhaven. Sie stammt aus der ersten Hälfte des 19. Jahrhunderts.
Aktuell (2024) wird sie museal vom Verein Freunde der Wassermühle zu Hainmühlen betreut.
Das Gebäude steht unter Denkmalschutz (siehe auch Liste der Baudenkmale in Geestland).

## Geschichte
An der Wittgeeste (Bach), deren Bestand schon für das frühe 15. Jahrhundert belegt ist, stand 1400 eine Wassermühle. 1419 kaufte sie die Stadt Bremen von Heinrich Hogreve. Sie wurde als Kornmühle von Pächtern betrieben und profitierte bis 1850 vom Mahlzwang für sieben benachbarte Dörfer.
Von den vielen Wassermühlen im Landkreis Cuxhaven sind noch fünf Mühlen erhalten.
Das zweigeschossige giebelständige fast quadratische Gebäude auf einem hohen Fundament und Werk- und/oder Granitsteinsockel vom 16. Jh., in Fachwerk mit Steinausfachungen und ziegelgedecktem Krüppelwalmdach sowie giebelseitiger Ladeluke, wurde 1829 (Inschrift) als Ersatz für eine ältere nordöstlich von Ringstedt stehende Mühle gebaut. Beim Wiederaufbau wurden auch ältere Bauteile verwendet und ein seitlicher Schuppen errichtet.
Bei dieser mittelschlächtigen Mühle trifft Wasser in Höhe der Achse auf das Wasserrad, verbunden mit einer Welle, welche die Kraft an die Mahlgänge überträgt. Die Mühle, die ihr Wasser aus der Oberen Wittgeeste erhielt, wurde Mitte des 20. Jahrhunderts mit Elektromotor zum Schroten betrieben.
1980 erwarb Bad Bederkesa die Mühle und sanierte sie als Museum, das besichtigt werden kann. Die funktionsfähige Mühlentechnik ist vorhanden.
Das Landesdenkmalsamt befand u. a.: „… An der Erhaltung der Wassermühle besteht aus geschichtlichen und städtebaulichen Gründen wegen des orts-, bau- und kunstgeschichtlichen, gebäudetypischen und landschaftsbildprägenden Zeugniswerts ein öffentliches Interesse.“